# Twierdzenie Mihăilescu
Twierdzenie Mihăilescu (wcześniej hipoteza Catalana) – twierdzenie teorii liczb udowodnione przez Predę Mihăilescu w 2002, będące wcześniej hipotezą postawioną w 1844 przez Eugène’a Charles’a Catalana.

## Twierdzenie
Równanie
{\displaystyle a^{x}-b^{y}=1,}
gdzie {\displaystyle a,x,b,y} są liczbami naturalnymi większymi od 1, ma tylko jedno rozwiązanie: {\displaystyle a=3,} {\displaystyle x=2,} {\displaystyle b=2,} {\displaystyle y=3.} Równanie to jest znane jako równanie Catalana.
Innymi słowy, jedyną parą następujących po sobie potęg liczb naturalnych (o wykładnikach naturalnych większych od 1) jest {\displaystyle 8=2^{3}} i {\displaystyle 9=3^{2}.}

## Przypadek szczególny
Jedynym rozwiązaniem równania postaci {\displaystyle 2^{a}=(2k+1)^{b}\pm 1,} gdzie {\displaystyle a>1,\ b>1,\ k>0} jest {\displaystyle k=1,\ a=3,\ b=2} (np. {\displaystyle 2^{3}=3^{2}-1}).